# Pinhead Records
Pinhead Records ist ein Musiklabel aus Rosario, Argentinien. Das Label besteht seit 1990 und hat sich auf Metal, Punk und Hardcore-Punk spezialisiert. Das Label ist auch als Konzertagentur tätig, welches Konzerte in ganz Südamerika arrangiert. Außerdem vertreibt Pinhead Records Merchandising-Artikel und CDs von bekannten Bands wie Earth Crisis, Agnostic Front, Millencolin und No Fun At All in Argentinien.
Das Label hat Kontakte zu Epitaph Records und Burning Heart Records geknüpft, sodass Veröffentlichungen des Labels auch außerhalb Südamerikas vertrieben werden. Pinhead Records ist ein reines Independent-Label.

## Resistance Tour
Seit 2007 organisiert Pinhead Records gemeinsam mit Gonna Go die Resistance Tour, ein Musikfestival. Bands und Musiker verschiedener Genres nehmen an diesem Festival teil. Seit 2007 wächst das Interesse an der Resistance Tour innerhalb Argentiniens. Größeres Interesse erfährt die Resistance Tour auch in den Nachbarstaaten des Landes. Am 14. Februar 2010 spielten Die Toten Hosen auf der Resistance Tour in San Roque. Auch traten bereits Attaque 77 dort auf.

## Bands
- All for Love
- All the Hats
- Asesinos Cereales
- Asphix
- Boikot
- Buffer
- Bulldog
- Carmina Burana
- Dead Fish
- Delfinas de Etiopia
- DENY
- Dople Fuerza
- El Ultimo Ke Zierre
- Flema
- Fluido
- Gatillazo
- Generacion Zombie
- Jordan
- Katarro Vandaliko
- Koma
- La Polla
- Las Manos de Filippi
- Mal Momento
- Mal Pasar
- Melian[1]
- Mi Ultima Solucion[1]
- Nihilismo
- No Relax
- Ratos de Porão
- Reincidentes
- Ricky Espinoza
- Sin Ley
- Superova
- The Locos
- The Ramainz
- Tierra Santa
- Todos Tus Muertos
- Trotsky Vengaran
- Tukera
- WDK